# Ildstorm
En ildstorm er et fænomen, der kan opstå, når en kraftig brand dækker et stort område og varmen fra branden producerer opstigende luftstrømme på samme måde som i en skorsten. Disse luftstrømme forårsager et undertryk, så kraftige vinde suges ind fra siderne. Vindene nærer derved yderligere ilden med frisk ilt, så branden bliver endnu mere ødelæggende. Under 2. verdenskrig opstod ildstorme i engelske, tyske og japanske byer efter bombning med brandbomber.
Fænomenet forekommer naturligt i forbindelse med skovbrande.